# Chuanqilong

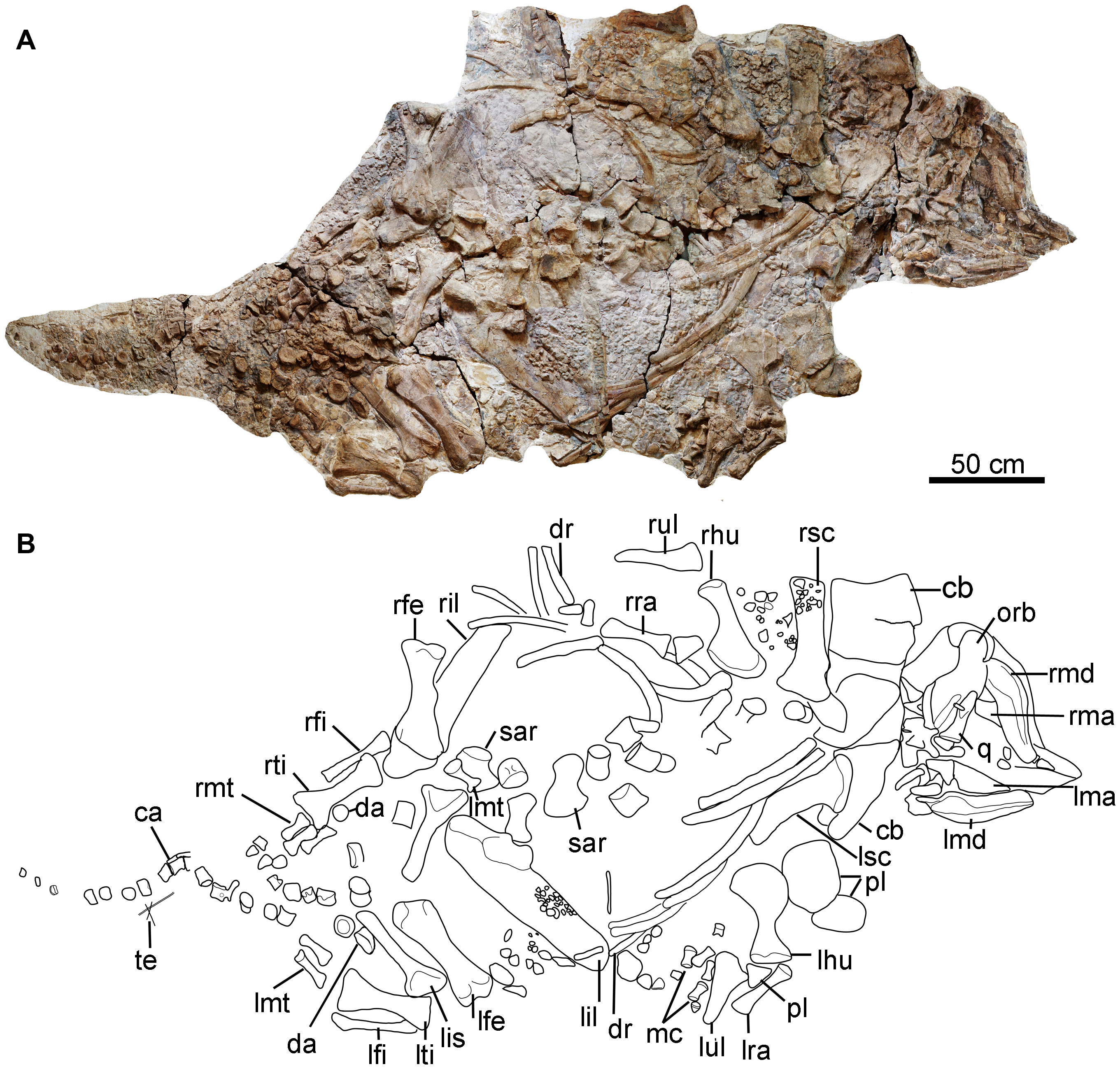
Holotype van Chuanqilong en verklarend diagram

Chuanqilong chaoyangensis is een plantenetende ornithischische dinosauriër, behorend tot de Ankylosauria, die tijdens het vroege Krijt leefde in het gebied van het huidige China.

## Vondst en naamgeving
In het begin van de eenentwintigste eeuw vonden boeren in Liaoning, bij het dorp Baishizui in de prefectuur Goumenzi, het skelet van een ankylosauriër.
In 2014 werd de typesoort Chuanqilong chaoyangensis benoemd en beschreven door Han Fenglu, Zheng Wenjie, Hu Dongyu, Xu Xing en Paul Barrett. De geslachtsnaam is een combinatie van het Mandarijn chuanqi, "legendarisch", en long, "draak", een verwijzing naar de legendarisch rijke vindplaatsen van Liaoning. De soortaanduiding verwijst naar de streek Chaoyang.

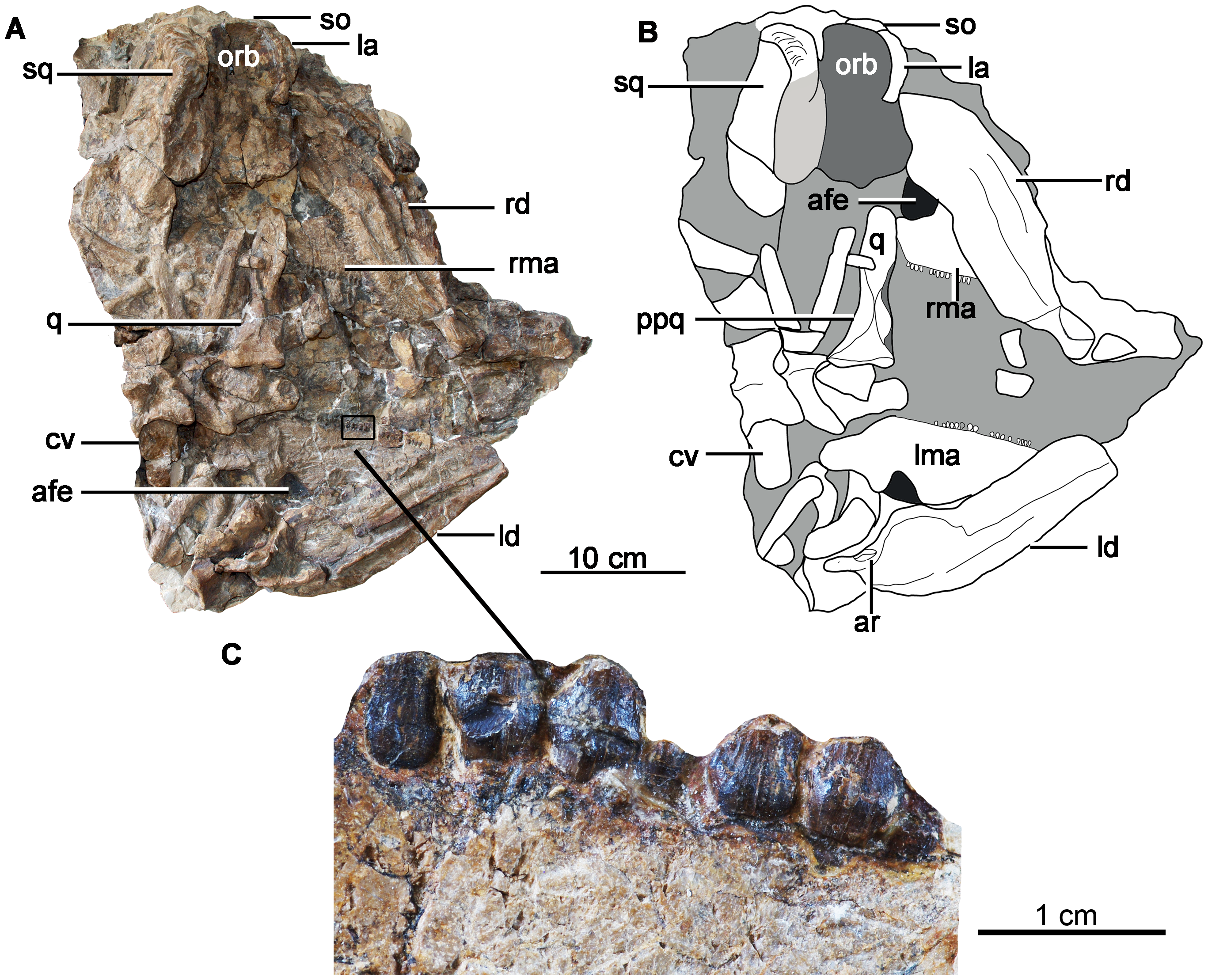
Schedel en tanden

Het holotype, CJPM V001 is gevonden in een laag van de Jiufotangformatie die dateert uit het Aptien, ongeveer 125 miljoen jaar oud. Het bestaat uit een vrijwel compleet skelet mets schedel waaraan alleen de staartpunt ontbreekt. De volledigheid is het gevolg van het samengedrukt zijn op een enkele plaat. Dit heeft het nadeel dat de beenderen slechts gedeeltelijk zijn vrijgemaakt. Daarbij is het skelet van de onderkant zichtbaar, wat de kenmerken van veel elementen verhult. Het skelet ligt min of meer in verband maar de meeste wervels zijn verstrooid geraakt. Het gaat om een onvolwassen exemplaar. Het fossiel maakt deel uit van de collectie van het Chaoyang Jizantang Paleontological Museum.

## Beschrijving
Het holotype van Chuanqilong heeft een geschatte lichaamslengte van vierenhalve meter. Omdat het een jong dier is, kan de volwassen lengte aanzienlijk hoger hebben gelegen. Barrett weer er in dit verband op dat Cedarpelta tegen de acht meter lang werd.
De beschrijvers stelden twee unieke afgeleide eigenschappen, autapomorfieën, vast. Het vlak van het kaakgewricht op het quadratum ligt op dezelfde hoogte als de tandrij van de onderkaak. De naar onderen vernauwende schacht van het zitbeen is middenin ingesnoerd. Daarnaast is er een unieke combinatie van op zich niet unieke kenmerken. Het achtereind van de onderkaak heeft een lang retroarticulair uitsteeksel (ook bij Gargoyleosaurus). Het traanbeen heeft de vorm van een slanke wig (ook bij Minmi. Het opperarmbeen heeft 88% van de lengte van het dijbeen (een lengte slechts geëvenaard door Hungarosaurus en Liaoningosaurus. De breedte van de bovenkant van het opperarmbeen is gelijk aan de helft van de schachtlengte (veel breder dan bij Liaoningosaurus waar dit 38% bedraagt). De voetklauwen zijn driehoekig in profiel (ook bij Liaoningosaurus en Dyoplosaurus.
De vergelijking met Liaoningosaurus is zeer relevant daar deze verwant in dezelfde lagen is gevonden en dus moet worden vastgesteld of het niet simpelweg om hetzelfde dier gaat, vooral omdat beide taxa zijn gebaseerd op onvolgroeide dieren en het holotype van Liaoningosaurus duidelijk jonger is. Verdere verschillen houden in: Liaoningosaurus heeft tien maxillaire tanden en Chuanqilong twintig, terwijl meestal het aantal tanden niet zo sterk toeneemt; het darmbeen heeft bij Liaoningosaurus een licht hol bovenprofiel, bij Chuanqilong een licht bol; bij Liaoningosaurus zijn de middenvoetsbeenderen relatief veel langer; de voetklauwen zijn bij Lioaningosaurus het breedst aan hun basis, bij Chuanqilong op een derde van de lengte.

## Fylogenie
Chuanqilong is in de Ankylosauridae geplaatst, in een basale positie. Een kladistische analyse had als uitkomst dat het de zustersoort was van Liaoningosaurus, direct onder Gobisaurus in de stamboom.